# Чивителла-Паганико
Чивителла-Паганико (итал. Civitella Paganico) — коммуна в Италии, располагается в области Тоскана, в провинции Гроссето.
Население составляет 3050 человек (2008 г.), плотность населения составляет 16 чел./км². Коммуна занимает площадь 193 км². Почтовый индекс — 58045. Телефонный код — 0564.
Покровителем коммуны почитается святой Фабиан, папа римский, празднование 20 января.

## Демография
Динамика населения:

## Администрация коммуны
- Официальный сайт: https://web.archive.org/web/20060829125406/http://www.civitella-paganico.it/